# Umbilicus
Az Umbilicus a kőtörőfű-virágúak (Saxifragales) rendjébe, ezen belül a varjúhájfélék (Crassulaceae) családjába és a fáskövirózsa-formák (Sempervivoideae) alcsaládjába tartozó nemzetség.

## Előfordulásuk
Az Umbilicus-fajok afroeurázsiai elterjedésűek. A Brit-szigetektől és Franciaországtól kezdve, Dél-Európán és Anatólián keresztül, egészen Iránig, illetve Jemenig fordulnak elő. A Földközi-tenger számos szigetén is jelen vannak. Afrikában, főleg az északi és keleti térségeket népesítik be, azonban a dzsungeles középen is fellelhető ez a növénynemzetség.

## Rendszerezés
A nemzetségbe az alábbi 17 faj tartozik:
- Umbilicus albido-opacus Carlström
- Umbilicus botryoides Hochst. ex A.Rich.
- Umbilicus chloranthus Heldr. & Sart. ex Boiss.
- Umbilicus citrinus Wolley-Dod
- Umbilicus ferganicus Popov
- Umbilicus gaditanus Boiss.
- Umbilicus heylandianus Webb & Berthel.
- Umbilicus horizontalis (Guss.) DC.
- Umbilicus intermedius Boiss.
- Umbilicus luteus (Huds.) Webb & Berthel.
- Umbilicus mirus (Pamp.) Greuter
- Umbilicus paniculiformis Wickens
- Umbilicus parviflorus (Desf.) DC.
- Umbilicus patens Pomel
- Umbilicus rupestris (Salisb.) Dandy - típusfaj
- Umbilicus schmidtii Bolle
- Umbilicus tropaeolifolius Boiss.